# Tavíkovice
Tavíkovice är en ort i Tjeckien.   Den ligger i regionen Södra Mähren, i den sydöstra delen av landet, 170 km sydost om huvudstaden Prag. Tavíkovice ligger 371 meter över havet och antalet invånare är 618.
Terrängen runt Tavíkovice är platt. Runt Tavíkovice är det ganska glesbefolkat, med 48 invånare per kvadratkilometer. Närmaste större samhälle är Moravský Krumlov, 15,3 km öster om Tavíkovice. Trakten runt Tavíkovice består till största delen av jordbruksmark.